# (10694) Lacerda
(10694) Lacerda est un astéroïde de la ceinture principale.

## Description
(10694) Lacerda est un astéroïde de la ceinture principale. Il fut découvert le 2 mars 1981 à l'observatoire de Siding Spring par Schelte J. Bus. Il présente une orbite caractérisée par un demi-grand axe de 3,21 UA, une excentricité de 0,03 et une inclinaison de 22,1° par rapport à l'écliptique.